# Nyctemera syrnia
Nyctemera syrnia là một loài bướm đêm thuộc phân họ Arctiinae, họ Erebidae.